# Jully-sur-Sarce
Pour les articles homonymes, voir Jully (homonymie).
Jully-sur-Sarce est une commune française située dans le département de l'Aube, en région Grand Est.

## Géographie
| Fouchères          | Virey-sous-Bar  | Bourguignons  |
| Rumilly-lès-vaudes | Jully-sur-Sarce | Bar-sur-Seine |
| Vougrey            | Villemorien     |               |

La commune de Jully-sur-Sarce est située en pleine côte des Bar, à environ 30 kilomètres de Troyes.

### Topographie
Au cours de la Révolution française, la commune, alors nommée Jully-le-Châtel, fut rebaptisée Jully-sur-Sarce ; l'ancien nom ne fut jamais réutilisé.
Le cadastre de 1835 cite au territoire : Bel-Air, Chanceron, Changy, la Chapelle, Coq-Doré, Devois, Fourneaux, Gagnage de la Maison, Garenne, Gril, Lansquenette, Mailly, la Maison-du-Sauveur, Maladière, la Motte, Moulin-du-Bas et celui du-Haut, Pellotte, Plaine-de-Foolz, Rocatelle, le rû Bricant, Saint-Jacques, Saint-Louis, Tuilerie, Val-Velu, Villenose et Voivre.

### Hydrographie
La commune est dans la région hydrographique « la Seine de sa source au confluent de l'Oise (exclu) » au sein du bassin Seine-Normandie. Elle est drainée par la Sarce, l'Hozain, le canal 01 de la commune de Jully-sur-Sarce, le canal 01 de la Mare aux Cannes, le Fossé 01 de la Rocatelle, le Fossé 01 de Saint-Jacques, le ru de Changy et divers autres petits cours d'eau,.
La Sarce, d'une longueur de 30 km, prend sa source dans la commune de Bragelogne-Beauvoir et se jette  dans un bras de la Seine à Virey-sous-Bar, après avoir traversé huit communes.
L'Hozain, d'une longueur de 25 km, prend sa source dans la commune de Lantages et se jette  dans la Seine à Bréviandes, après avoir traversé douze communes.

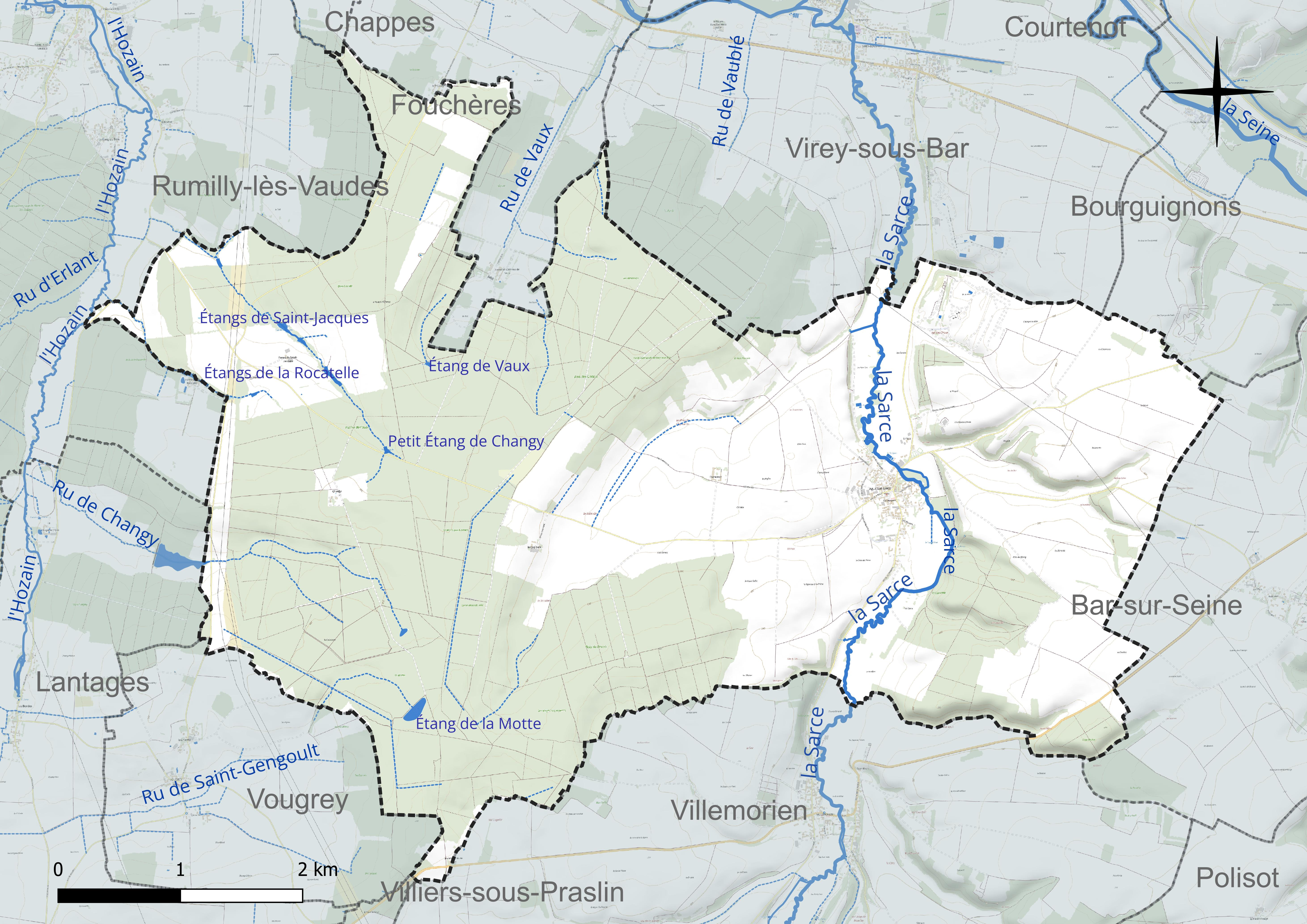
Réseau hydrographique de Jully-sur-Sarce.

Six plans d'eau complètent le réseau hydrographique : le Petit étang de Changy (0,1 ha), les étangs de la Rocatelle, d'une superficie totale de 0,1 ha (0,1 ha sur la commune), les étangs de Saint-Jacques (0,7 ha), l'étang de la Chapelle d'Oze, d'une superficie totale de 4,2 ha (0,1 ha sur la commune), l'étang de la Motte (1,6 ha) et l'étang de Vaux (0,1 ha),.

### Climat
Pour des articles plus généraux, voir Climat du Grand Est et Climat de l'Aube.
En 2010, le climat de la commune est de type climat océanique dégradé des plaines du Centre et du Nord, selon une étude du Centre national de la recherche scientifique s'appuyant sur une série de données couvrant la période 1971-2000. En 2020, Météo-France publie une typologie des climats de la France métropolitaine dans laquelle la commune est exposée à un climat océanique altéré et est dans la région climatique Lorraine, plateau de Langres, Morvan, caractérisée par un hiver rude (1,5 °C), des vents modérés et des brouillards fréquents en automne et hiver.
Pour la période 1971-2000, la température annuelle moyenne est de 10,5 °C, avec une amplitude thermique annuelle de 16 °C. Le cumul annuel moyen de précipitations est de 766 mm, avec 12,1 jours de précipitations en janvier et 8,2 jours en juillet. Pour la période 1991-2020, la température moyenne annuelle observée sur la station météorologique de Météo-France la plus proche, « Celles-sur-ource », sur la commune de Celles-sur-Ource à 8 km à vol d'oiseau, est de 11,4 °C et le cumul annuel moyen de précipitations est de 747,2 mm. 
La température maximale relevée sur cette station est de 40,6 °C, atteinte le 25 juillet 2019 ; la température minimale est de −15 °C, atteinte le 1er mars 2005,,.
Les paramètres climatiques de la commune ont été estimés pour le milieu du siècle (2041-2070) selon différents scénarios d'émission de gaz à effet de serre à partir des nouvelles projections climatiques de référence DRIAS-2020. Ils sont consultables sur un site dédié publié par Météo-France en novembre 2022.

## Urbanisme

### Typologie
Au 1er janvier 2024, Jully-sur-Sarce est catégorisée commune rurale à habitat dispersé, selon la nouvelle grille communale de densité à 7 niveaux définie par l'Insee en 2022.
Elle est située hors unité urbaine. Par ailleurs la commune fait partie de l'aire d'attraction de Troyes, dont elle est une commune de la couronne,. Cette aire, qui regroupe 209 communes, est catégorisée dans les aires de 200 000 à moins de 700 000 habitants,.

### Occupation des sols
L'occupation des sols de la commune, telle qu'elle ressort de la base de données européenne d’occupation biophysique des sols Corine Land Cover (CLC), est marquée par l'importance des forêts et milieux semi-naturels (52,7 % en 2018), une proportion sensiblement équivalente à celle de 1990 (53,5 %). La répartition détaillée en 2018 est la suivante : forêts (50,7 %), terres arables (36,3 %), prairies (7,7 %), milieux à végétation arbustive et/ou herbacée (2 %), mines, décharges et chantiers (1,3 %), zones urbanisées (1 %), zones agricoles hétérogènes (1 %). L'évolution de l’occupation des sols de la commune et de ses infrastructures peut être observée sur les différentes représentations cartographiques du territoire : la carte de Cassini (XVIIIe siècle), la carte d'état-major (1820-1866) et les cartes ou photos aériennes de l'IGN pour la période actuelle (1950 à aujourd'hui).

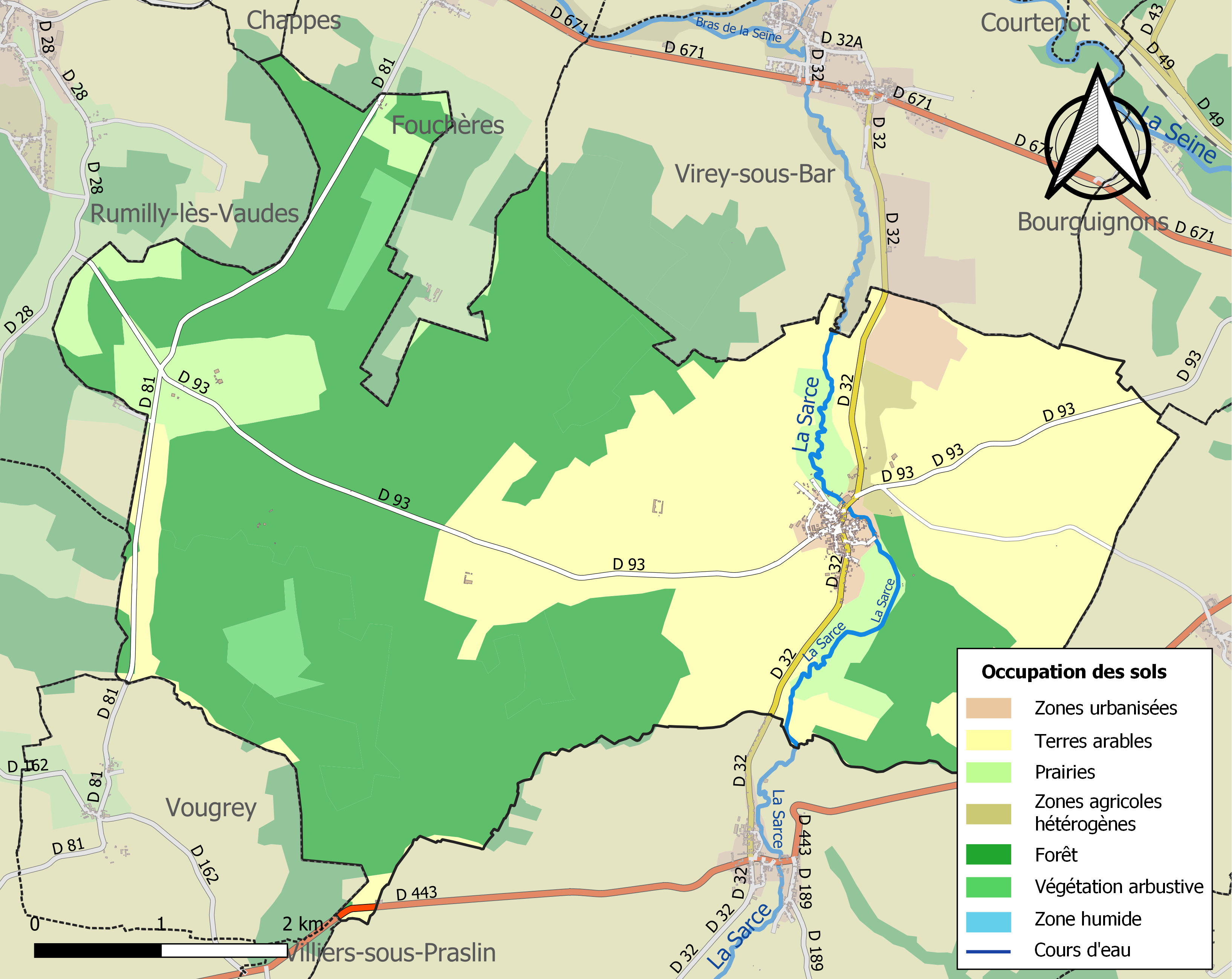
Carte des infrastructures et de l'occupation des sols de la commune en 2018 (CLC).

## Histoire

### Foires, économie
En 1319, le sire de Jully, Jean de Joinville obtenait de Philippe V le Long la création de deux foires. Une à la Saint-Georges et l'autre à la Saint-Louis ; Jean donnait aussi un marché chaque vendredi. En 1666, l'intendant de Bourgogne Bouchu constatait la culture de l'orge, de l'avoine et de la vigne ; un commerce de canevas et de toile avec la présence de tisserands au village.

### Château
Jully-le-Châtel avait un château attesté en 1206, réparé en 1283. Eudes IV de Bourgogne achetait le château en 1337 et menait de suite des travaux de mise en défense. Le château était, pour les ducs de Bourgogne, un des séjours de leur cavalerie de par son placement sur la route de Flandres, de Paris et de Troyes. En 1431, le château est pris par le roi Charles VII. Un inventaire de 1535 le constate pour ce que la place est en ruyne, ce devait être du point de vue militaire car les bâtiments étaient loués et César de Choiseuil en 1664 constatait encore un hôtel, une tour, des fossés et des maisons. Ce château avait encore une tour et des bâtiments vers 1850.

## Politique et administration
| Période                                  | Période  | Identité                                        | Étiquette | Qualité     |
| ---------------------------------------- | -------- | ----------------------------------------------- | --------- | ----------- |
| mars 2001                                | 2014     | M. Yves Morcrette                               |           |             |
| mars 2014                                | En cours | M. Thierry Butat Réélu pour le mandat 2020-2026 | DVD       | Agriculteur |
| Les données manquantes sont à compléter. |          |                                                 |           |             |

## Démographie
L'évolution du nombre d'habitants est connue à travers les recensements de la population effectués dans la commune depuis 1793. Pour les communes de moins de 10 000 habitants, une enquête de recensement portant sur toute la population est réalisée tous les cinq ans, les populations de référence des années intermédiaires étant quant à elles estimées par interpolation ou extrapolation. Pour la commune, le premier recensement exhaustif entrant dans le cadre du nouveau dispositif a été réalisé en 2008.

En 2022, la commune comptait 221 habitants, en évolution de −11,24 % par rapport à 2016 (Aube : +0,7 %, France hors Mayotte : +2,11 %).
| 1793 | 1800 | 1806 | 1821 | 1831 | 1836 | 1841 | 1846 | 1851 |
| ---- | ---- | ---- | ---- | ---- | ---- | ---- | ---- | ---- |
| 511  | 568  | 548  | 564  | 632  | 640  | 571  | 596  | 642  |

| 1856 | 1861 | 1866 | 1872 | 1876 | 1881 | 1886 | 1891 | 1896 |
| ---- | ---- | ---- | ---- | ---- | ---- | ---- | ---- | ---- |
| 600  | 601  | 610  | 527  | 509  | 504  | 472  | 404  | 423  |

| 1901 | 1906 | 1911 | 1921 | 1926 | 1931 | 1936 | 1946 | 1954 |
| ---- | ---- | ---- | ---- | ---- | ---- | ---- | ---- | ---- |
| 414  | 391  | 383  | 408  | 331  | 317  | 307  | 342  | 333  |

| 1962 | 1968 | 1975 | 1982 | 1990 | 1999 | 2006 | 2008 | 2013 |
| ---- | ---- | ---- | ---- | ---- | ---- | ---- | ---- | ---- |
| 304  | 276  | 255  | 248  | 252  | 274  | 293  | 298  | 263  |

| 2018 | 2022 | - | - | - | - | - | - | - |
| ---- | ---- | - | - | - | - | - | - | - |
| 228  | 221  | - | - | - | - | - | - | - |

## Lieux et monuments
Jully-sur-Sarce possède une belle église, l'église Saint-Louis, datant de la seconde moitié du XIXe siècle et inscrite au titre des Monuments historiques le 29 mai 1926. Au XVIe siècle, l'église existait déjà et était romane mais elle fut démolie en 1859. On conserva tout de même le portail flamboyant du XVIe siècle.

## Personnalités liées à la commune

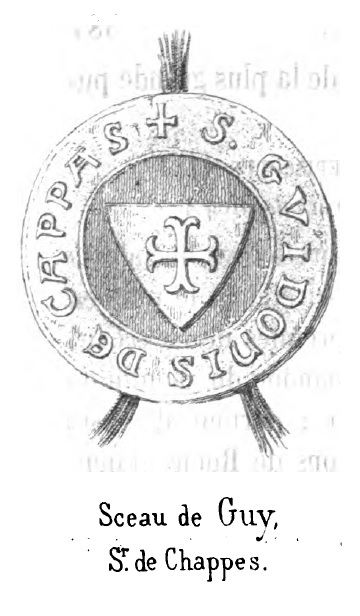
Sceau de Gui de Chappes.

- Le peintre Grégoire Michonze s'installe à Jully-sur-Sarce en 1967.
- Gui de Chappes, seigneur de Jully-sur-Sarce à la fin du XIIe siècle et au début du XIIIe siècle, est un des plus importants barons champenois. Il participe à la troisième croisade avec son frère Clarembaud V puis à la quatrième croisade avec son neveu Clarembaud VI. En 1214, il combat à la bataille de Bouvines.